# Dimeria mooneyi
Dimeria mooneyi är en gräsart som beskrevs av Mukat Behari Raizada. Dimeria mooneyi ingår i släktet Dimeria och familjen gräs. Inga underarter finns listade i Catalogue of Life.